# Zespół Pieśni i Tańca Nowa Huta
Zespół Pieśni i Tańca Nowa Huta – zespół folklorystyczny działający od 1953 roku w Krakowie.

## Historia
Zespół Pieśni i Tańca Zakładowego Domu Kultury Huty im. Lenina powstał decyzją Ministerstwa Kultury i Sztuki w 1953 roku, gdy połączono istniejące zespoły artystyczne dwóch związków zawodowych: Hutników i Budowlanych. W 1959 roku zmieniono mu nazwę na Zespół Tańca Huty imienia Lenina. Po raz pierwszy Zespół wystąpił z okazji obchodów święta 1 maja w 1954 roku. W 1968 roku Zespół liczył 100 osób (22 pary w I grupie i 18 par w II grupie oraz zespół wokalny i kapela).

### Jubileusz 15–lecia
Z okazji jubileuszu 15–lecia istnienia przygotowano nowy program „Stary Kraków”, a zespół otrzymał nowe stroje, które zaprojektowała Zuzannę Piątkowską. Obchody połączono z jubileuszem XX–lecia Gazety Krakowskiej. Uroczysty koncert miał miejsce 28 kwietnia 1968 roku w Hali Widowiskowo–Sportowej Huty im. Lenina. W pierwszej części pokazano program Stary Kraków, a w drugiej zespół zatańczył poloneza, zaśpiewał pieśni regionu krakowskiego i rzeszowskiego, zaprezentował tańce zaborowskie, żywieckie i śląskie. W koncercie oprócz 36 par Zespołu wystąpiła gościnnie kapela i zespół wokalny, ponieważ od lat 50. XX wieku Zespół nie miał własnego chóru i muzyków, a w 1970 roku po odejściu Henryka Dudy i założeniu rodzin przez kilku członków zespół rozpadł się.

### Teatr Ruchu
W 1971 roku po dwóch latach nieobecności do Nowej Huty wrócił Henryk Duda. Wykorzystując doświadczenie zdobyte w teatrze pantomimy Henryka Tomaszewskiego i podczas pobytu w Japonii założył Teatr Ruchu. Do zespołu zaprosił członków Zespołu Pieśni i Tańca ZDK HiL oraz uczniów Studium Baletowego przy Miejskim Teatrze Muzycznym w Krakowie. Teatr wykorzystywał wszystkie możliwe formy ruchu scenicznego (taniec klasyczny i nowoczesny, balet, pantomimę, mimikę, akrobatykę). Pierwszy występ Teatru miał miejsce 25 lutego 1974 roku w Teatrze Ludowym. Pokazano „Miniatury minus plus” scenariusz, reżyseria, choreografia Henryk Duda, scenografia Zuzanna Piątkowska, muzyka Iron Butterfly, Don Ellis, Pink Floyd, Klan, Novi Singers, Deep Purple. W 1975 roku H. Duda wyjechał na rok do USA. Po powrocie z powodów zdrowotnych wycofał się z prowadzenia Teatru. W 1977 roku przestał istnieć.
Na początku lat 70. XX wieku do Zespołu wróciło część dotychczasowych członków i przyjęto nowych. W 1973 roku zespół liczył 30 osób. W 1972 roku zmieniono nazwę na Zespół Pieśni i Tańca ZDK HiL. Po wyjeździe H. Dudy do USA jego obowiązki przejęli Krzysztof Szczepański i Jerzy Gajda próbując pogodzić taniec estradowy z ludowym. Gdy Duda w 1976 roku zrezygnował głównym choreografem został Krzysztof Szczepański. Przygotował on program oparty na tańcach estradowych. W 1977 zespół pojechał z nim na tournée do Jugosławii. Towarzyszył mu zespół wokalny Margaretki. Niestety okazało się, że najbardziej podobają się tańce ludowe. Dlatego zatrudniono na rok jako konsultanta do spraw repertuaru ludowego H. Dudę. Po nim funkcję tę przejął Anatol Krydyłowski.
W lutym 1980 roku zespół został reaktywowany i po raz pierwszy wystąpił w sali Szkoły Muzycznej. Powstał  z zespołów: Ad Libitum, Margaretki i Andromeda. Kierownikiem artystycznym został Henryk Duda, kierownikiem muzycznym Józef Makowicz. Inni współpracownicy: Jolanta Szczerba-Kanik (wcześniej instruktorka zespołu Smarkule), Kazimiera Florek (wcześniej instruktorka zespołu Margaretki), Stanisława Piątkowska i Paweł Bieńkowski. Przygotowaniem baletowym zajmowali się Henryk Duda i Krzysztof Szczepański. W 1981 roku Anatol Kocyłowski został głównym choreografem i kierownikiem artystycznym. Zniósł podział na balet i chór.

## W Nowohuckim Centrum Kultury
Od 1 lipca 1983 roku na podstawie porozumienia pomiędzy ZDK HiL Zespół Pieśni Nowa Huta został przekazany do rozpoczynającego działalność Nowohuckiego Centrum Kultury. Zespół miał tu lepsze warunki pracy i więcej środków na działalność. Pozwoliły one na utworzenia kapeli. Z nową suitą Tańce mieszczan żywieckich zespół pojechał na tournée po Grecji.
Z okazji przypadającego w 1988 roku kolejnego jubileuszu zebrano materiały do historii: nagrania z członkami, stany osobowe i inne pamiątki, które pokazano na okolicznościowej wystawie. Podczas koncertu 16 stycznia 1988 roku wręczono Zespołowi odznaki: Zasłużony dla KMHiLoraz Budowniczy Nowej Huty. Wiceprezydent Krakowa Jan Nowak udekorował Anatola Kocyłowskiego Krzyżem Kawalerskim Orderu Odrodzenia Polski. W październiku w studiu Teatru STU nagrano materiał na płytę i kasetę Witajcie tu do nas. Znalazło się na nich tylko 60 minut nagranego materiału. Całość wydano 10 lat później na płycie CD.
W latach 90. XX wieku zespół kilkakrotnie wystąpił w realizacjach telewizyjnych: programie realizowanym  z okazji Wielkanocy w Teatrze Stu przez Krzysztofa Jasińskiego, filmie dokumentalnym Tańce historyczne (1993) (1998), Gali Galicyjskiej (1994).

### Jubileusz 50–lecia
10 stycznia 2003 roku odbył się jubileuszowy koncert Zespołu. Udział w nim wzięli zaproszeni oście: wiceminister Kultury Maciej Klimczak, prezydent Krakowa Jacek Majchrowski, wicewojewoda Andrzej Haręźlak, dyrektor naczelny Polskich Huta Stali oddziału Huta im. Sendzimira Jacek Woliński oraz Wojciech Siemion. Z tej okazji został odznaczony Krzyżem Oficerskim Orderu Odrodzenia Polski kierownik artystyczny Zespołu Antoł Kocyłowski, Srebrnymi Krzyżami Zasługi: kierownik organizacyjny Adam Śliwa, kostiumolożka Maria Blacha, Brązowy Krzyż Zasługi instruktor i asystent choreografa Jacek Dziadur, Odznaką Zasłużony dla Kultury Polskiej Henryk Duda, Zasłużony Działacz Kultury: pedagog chóru Andrzej Cebulak, akompaniator Lucyna Rotter. Koncert prowadziła Lidia Jazgar. W 2003 roku zespół liczył 103 osoby
W styczniu 2018 roku zespół obchodził 65–lecie działalności. Zespół koncertował: na Węgrzech (1956,1957, 1960, 1965), w Jugosławii (1964), Bułgarii (1966), Włoszech (1967)

## Kierownicy i opiekunowie
W 1964 roku kapelę ludową prowadził Józef Makowicz. W 1968 roku dziecięce zespoły taneczne prowadzili E. Jabczanik i R. Magnuszewski. Kierownikiem muzycznym był Marian Korzonek.
W latach 1956–1976 kierownikiem był Henryk Duda. Od 1981 Anatoł Kocyłowski (do jesieni 2017). Jego następcą został Jarosław Świątek.

## Sukcesy
- 2003: Wyróżnienia na Ogólnopolskim Festiwalu Zespołów Folklorystycznych CIOFF w Stalowej Woli[17].
- 1991: II miejsce dla kapeli na Festiwalu Kapeli i Pieśniarzy Ludowych[11]
- 1991: Nagroda specjalna za zachowanie charakterystycznych cech regionu w opracowaniu artystycznym na Przeglądzie Zespołów Ludowych Województwa Krakowskiego w Myślenicach[11]
- 1991: Nagroda specjalna za obrazek sceniczny z okresu księstwa Warszawskiego na Ogólnopolskim Festiwalu Tańców Narodowych Mazur 91[11].
- 1988: I miejsce na Międzynarodowym Festiwalu Zespołów Folklorystycznych w Belgii[9]
- 1962: Złoty medal na międzynarodowym Festiwalu Muzyki i Tańca w Wielkiej Brytanii[1].
- 1960: I miejsce w ogólnopolskich eliminacjach zespołów artystycznych we Wrocławiu[1]
- 1959: II miejsce w ogólnopolskich eliminacjach zespołów artystycznych w Kielcach[1]
- 1955: III miejsce na centralnych eliminacjach zespołów artystycznych we Wrocławiu[1].

## Nagrody i odznaczenia
2018: Medal Polonia Minor
2013: Medal Rady Miasta Krakowa
2008: Odznaka Honoris Gratia
2008: Medal Zasłużony Kulturze Gloria Artis
2003: Odznaka Zasłużony dla Kultury Polskiej
2003: Złoty Medal "Kraków 2000"
1988: Złota Odznaka Za Pracę Społeczną dla Miasta Krakowa
1993: Dyplom Honorowy Ministerstwa Kultury i Sztuki za upowszechnianie kultury